# Oberea isigakiana
Oberea isigakiana là một loài bọ cánh cứng trong họ Cerambycidae.